# Cryptolithodes brevifrons
Cryptolithodes brevifrons är en kräftdjursart. Cryptolithodes brevifrons ingår i släktet Cryptolithodes och familjen trollkrabbor. Inga underarter finns listade i Catalogue of Life.